# Bandeira do Bangladesh
A bandeira nacional do Bangladesh foi adoptada oficialmente a 17 de Janeiro de 1972. É baseada em uma bandeira semelhante que foi utilizada durante a Guerra Indo-Paquistanesa de 1971, que é conhecida no Bangladesh como a Guerra de Libertação. Essa bandeira apresentava um mapa do Bangladesh sobre o disco vermelho. O mapa foi mais tarde removido da bandeira, provavelmente para que esta tivesse um desenho mais simples. A bandeira lembra a do Japão, trocando o fundo branco por um fundo verde. O disco vermelho representa o sol que nasce sobre Bengala e também simboliza o sangue dos que tombaram pela independência do Bangladesh. O fundo verde representa a exuberante terra do país.

## Cores
As cores oficiais são:
| Cor | Procion (esp. oficial)                     | Pantone | CMYK                              | RGB       | Hex     |
| --- | ------------------------------------------ | ------- | --------------------------------- | --------- | ------- |
|     | Verde Brilhante H-2RS 50 partes por 1000   | 342 C   | C 99.17 - M 0 - Y 8.26 - K 52.55  | 1-121-111 | #01796F |
|     | Laranja Brilhante H-2RS 60 partes por 1000 | 485     | C 0 - M 89.33 - Y 75.56 - k 11.76 | 225-24-55 | #E11837 |

## Outras bandeiras
A bandeira civil e bandeira naval posicionam a bandeira nacional no canto de um campo vermelho ou branco, respectivamente.

Bandeira naval civil. Proporções: 1:2
Bandeira naval militar da Marinha de Bangladesh. Proporções: 1:2

## Bandeiras históricas

A primeira bandeira de Bangladesh independente

A bandeira original foi desenhada pelo pintor Quamrul Hassan. Em 3 de março de 1971, a primeira versão da bandeira foi hasteada no Bangladesh pela primeira vez na Universidade de Daca. Na declaração da independência em 23 de Março de 1971, o Sheikh Mujibur Rahman colocou a bandeira em sua casa.
A bandeira foi concebida para excluir o crescente e a estrela considerados símbolos do pensamento islâmico do Paquistão, de acordo com Bandeiras do Mundo. Ao contrário do que dizem algumas fontes ocidentais, o verde usado na bandeira não representa o Islã. O verde foi escolhido para representar a exuberância das paisagens naturais de Bangladesh.
A bandeira foi utilizada por Mukti Bahini durante a Guerra da Libertação do Bangladesh e foi substituída pela bandeira atual em 1972. Uma razão pela qual o mapa foi descartado da bandeira foi a dificuldade em executar seu desenho corretamente nos dois lados da bandeira.